# جان من تو بگو
جان من تو بگو (به هندی: Jeena Marna Tere Sang) فیلمی محصول سال ۱۹۹۲ و به کارگردانی ویجی ردی است. در این فیلم بازیگرانی همچون سانجی دات، راوینا تاندون، جاوید جعفری، پارش راوال، آریونا ایرانی، آنو کاپور، آسرانی ایفای نقش کرده‌اند.